# 9 Syberyjska Dywizja Strzelecka
9 Syberyjska Dywizja Strzelecka (ros. 9-я Сибирская стрелковая дивизия) – związek taktyczny Armii Imperium Rosyjskiego.
W 1914 wchodziła w skład 4 Syberyjskiego Korpusu Armijnego.

## Struktura organizacyjna
Organizacja w 1914
- Dowództwo dywizji – Władywostok
- 1 Brygada Strzelców – Władywostok
  - 33 Syberyjski pułk strzelców – Władywostok
  - 34 Syberyjski pułk strzelców – Władywostok
- 2 Brygada Strzelców – Władywostok 
  - 35 Syberyjski pułk strzelców – Władywostok
  - 36 Syberyjski pułk strzelców – Władywostok
- 9 Syberyjska Brygada Artylerii